# Ion Bogdan Lefter
Ion Bogdan Lefter, född 11 mars 1957 i Bukarest, Rumänien, är en rumänsk författare, poet, essäist och kritiker.
Lefter tog examen i Bukarest 1981 och är expert på det engelska språket och litteraturen. Han har även varit chefredaktör för tidskriften Contrapunct.